# Tregisttal (Gemeinde Bärnbach)
Tregisttal, auch Tregistgraben genannt, ist ein Ort in der Weststeiermark sowie eine Streusiedlung der Stadtgemeinde Bärnbach im Bezirk Voitsberg in der Steiermark. Sie entstand im Mittelalter und wurde erstmals in der zweiten Hälfte des 13. Jahrhunderts urkundlich erwähnt.

## Geographie und Lage
Tregisttal befindet sich im östlichen Teil der Stadtgemeinde Bärnbach sowie im Südosten der Katastralgemeinde Hochtregist, an den Ufern des Tregistbaches. Unmittelbar südlich der Streusiedlung verläuft entlang des Tregist- und des Altsteigbaches die Gemeindegrenze zur Stadtgemeinde Voitsberg mit der Katastralgemeinde und Rotte Tregist. Da die Bebauung von Tregist entlang der Hauptstraße bis an die Gemeindegrenze und damit auch an Tregisttal heranreicht wird die Streusiedlung im Alltag oft als zur Stadtgemeinde Voitsberg gehörend angesehen. Das Ortszentrum von Bärnbach befindet sich westlich von Tregisttal und die ebenfalls zu Bärnbach gehörende Streusiedlung Lichtenegg liegt nordöstlich. Die zur Stadtgemeinde Voitsberg gehörende Streusiedlung Lobmingberg liegt im Südosten.

## Geschichte
Wie das gesamte Gebiet der Katastralgemeinde Hochtregist so war auch die Gegend um die heutige Streusiedlung Tregisttal Teil eines hochmittelalterlichen Rodungsgebietes. Sie liegt nördlich von Tregist, dem ersten mittelalterlichen Siedlungsschwerpunktes im Raum Voitsberg. Die erste urkundliche Erwähnung der Gegend um Tregist und damit auch des heutigen Ortes als Tregusse erfolgte 1268/69 im Rationarium Styriae. Der Name der Gegend dürfte dabei auf den slawischen Personennamen Trĕbigostb zurückgehen. Weitere frühe Erwähnung erfolgten um 1300 als am Trebost, 1318 als Trebgost und Trebgast sowie 1478 als Tregest. Um 1790 erfolgte schließlich die Erwähnung als Gemeinde Tregist.
In Folge der Theresianischen Reformen wurde der Ort dem Grazer Kreis unterstellt und nach dem Umbruch 1848 war er bis 1867 dem Amtsbezirk Voitsberg zugeteilt. Die Einwohner des Ortes gehörten bis zur Abschaffung der Grundherrschaften im Jahr 1848 zu verschiedenen Grundherrschaften, so etwa zu den Herrschaften Altenberg, Alt-Kainach, Greißenegg, Kleinkainach, bis zumindest ins 16. Jahrhundert zum Amt Niedergraden der Herrschaft Lankowitz, dem Amt Tregist der Herrschaft Obervoitsberg, dem Amt Tregist der Herrschaft Piber, Rein und Reiteregg sowie des Voitsberger Karmeliterklosters. Die Zehntrechte lagen bei der Herrschaft Piber während das Marchfutter an die Herrschaft Ligist ging. Die Kirchengült wurde von der Kirche St. Margarethen in Voitsberg eingehoben. Tregisttal gehörte zum Werbbezirk der Herrschaft Piber.
Mit der Schaffung der freien Ortsgemeinden im Jahr 1850 wurde Tregisttal Teil der freien Ortsgemeinde Hochtregist. Wie auch der Rest des Gemeindegebietes von Hochtregist, so kam auch Tregisttal im Jahr 1952 zu der Gemeinde Bärnbach.

## Kultur und Sehenswürdigkeiten

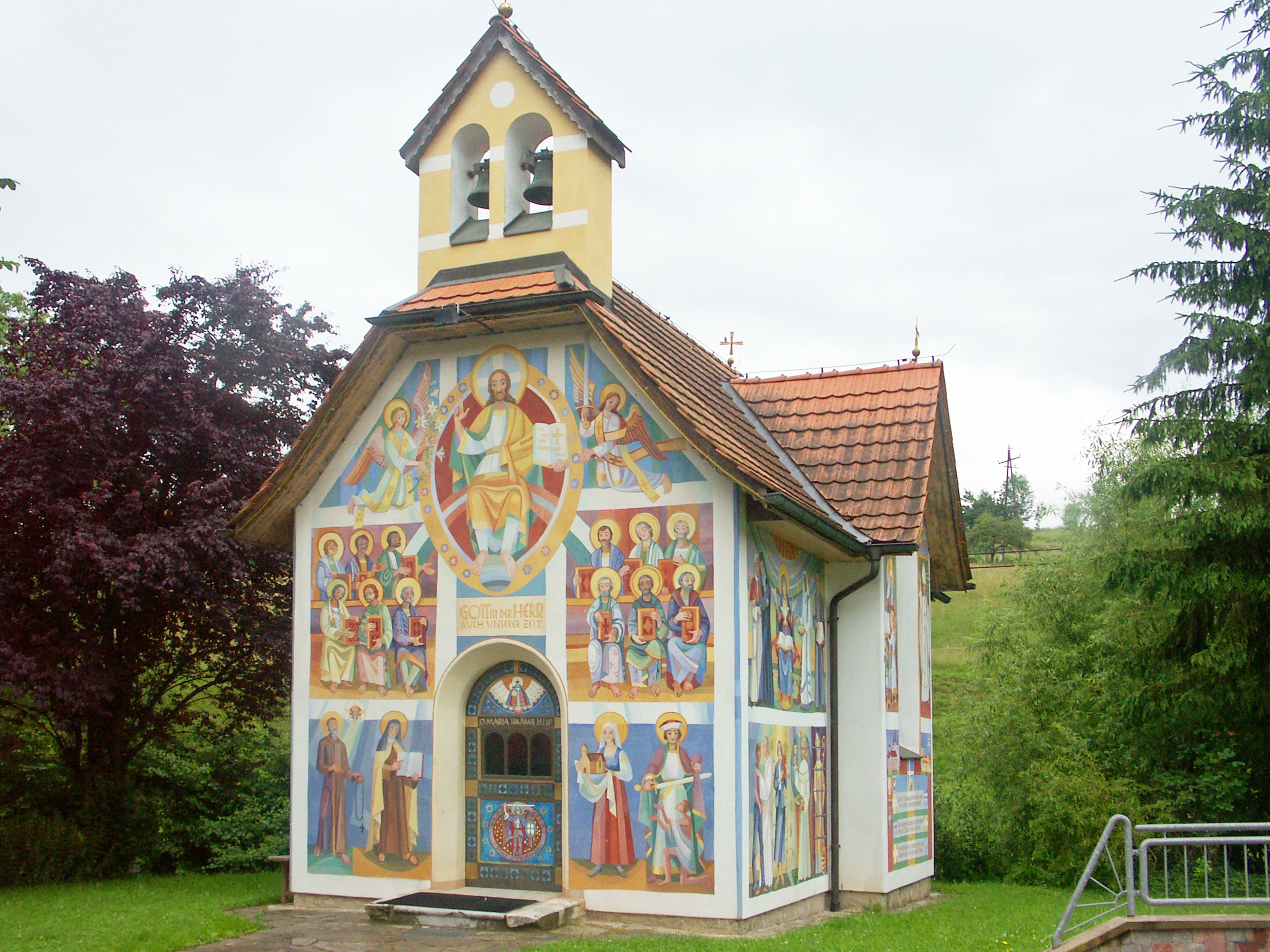
Die Dorfkapelle Tregist

Mit der von Franz Weiss gestalteten Dorfkapelle Tregist befindet sich ein denkmalgeschütztes Bauwerk in Tregisttal. Ursprünglich befand sich eine 1884 geweihte Kapelle am Standort der heutigen Dorfkapelle. Diese wurde aber 1955 durch ein Hochwasser zerstört. Der heutige Kapellenbau wurde auf Initiative von Franz Weiss von 1986 bis 1989 errichtet und von ihm bis in den Herbst 1992 hinein gestaltet. Das Altarbild zeigt die Maria als Knotenlöserin und nimmt Bezug auf die Nuklearkatastrophe von Tschernobyl. Franz Weiss lebte und arbeitete von 1924 bis 2010 in Tregisttal.
In unmittelbarer Nachbarschaft zur Ortskapelle Tregist, aber bereits auf dem Gemeindegebiet von Voitsberg gelegen, wurde in der ehemaligen Volksschule ein Franz-Weiss-Museum eingerichtet.